# Arnold Sowinski
Arnold Sowinski (Liévin, 17 de março de 1931 — Lens, 2 de abril de 2020) foi um futebolista francês que jogou no Racing Club de Lens, atuando como goleiro. Posteriormente, foi técnico do mesmo time que atuou como goleiro, onde ganhou notoriedade.
No dia 2 de abril de 2020, morreu vítima de complicações da COVID-19, aos 89 anos de idade.